# Zbijów Mały
Zbijów Mały – wieś w Polsce położona w województwie mazowieckim, w powiecie szydłowieckim, w gminie Mirów.
W latach 1975–1998 miejscowość administracyjnie należała do województwa radomskiego. W latach 80. miejscowość obsługiwana była przez autobusy miejskie MPK Skarżysko-Kamienna (linia 36).
Wierni Kościoła rzymskokatolickiego należą do parafii Matki Boskiej Częstochowskiej w Mirowie Starym.